# Heidenau
Heidenau – miasto w Niemczech, w kraju związkowym Saksonia, w okręgu administracyjnym Drezno, w powiecie Sächsische Schweiz-Osterzgebirge.

## Historia

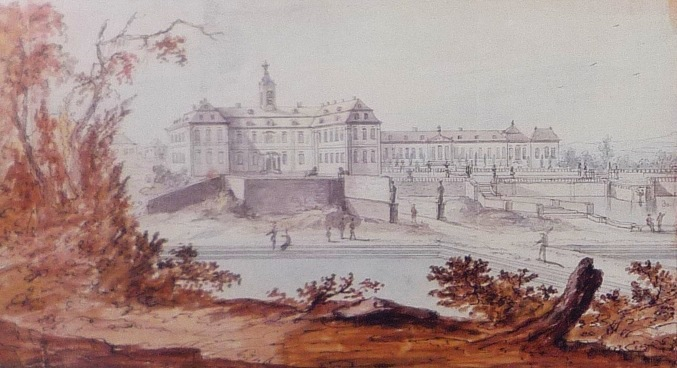
Großsedlitz w 1723 r.

Od ok. VII wieku obszar zamieszkiwany przez Słowian. Z 1288 pochodzi pierwsza wzmianka o miejscowości Gommern (obecnie części miasta), natomiast najstarsza wzmianka o Heidenau pochodzi z 1347 r. W latach 1697–1763 miejscowość leżała w granicach unijnego państwa polsko-saskiego. W 1719 królewsko-polski i elektorsko-saski marszałek polny August Christoph von Wackerbarth zakupił pobliskie dobra Kleinsedlitz i Großsedlitz. Z jego inicjatywy w Großsedlitz powstał w latach 1719–1723 ogród francuski z oranżerią. W 1723 Großsedlitz zakupił król Polski August II Mocny. W sierpniu 1727 odbyło się tu po raz pierwszy święto nadania ustanowionego przez króla Orderu Orła Białego. W 1733 dobra odziedziczył król August III Sas. W latach 1740–1756 uroczystości związane z najstarszym i najwyższym polskim odznaczeniem państwowym odbywały się tu dwunastokrotnie.
Od 1871 w granicach Niemiec. W 1920 do Heidenau włączono Mügeln i Gommern, w 1923 Großsedlitz, a w 1933 Kleinsedlitz. W 1927 Heidenau miasto nawiedziła powódź, powodując znaczne straty.

## Zabytki
- Ogród francuski w Großsedlitz – dawna posiadłość królów Polski
  - Górna Oranżeria, wzniesiona w latach 1720-1721 według projektu Jana Krzysztofa Knöffela[2]
  - Dolna Oranżeria, ukończona w 1727 r.[2]
  - Pałacyk Fryderyka (Friedrichschlösschen)[2]
- Ratusz z lat 1910-1911
- Gmach poczty z lat 1920.
- Kościół św. Jerzego (katolicki) z 1937 r.
- Wieża ciśnień z lat 1949-1951

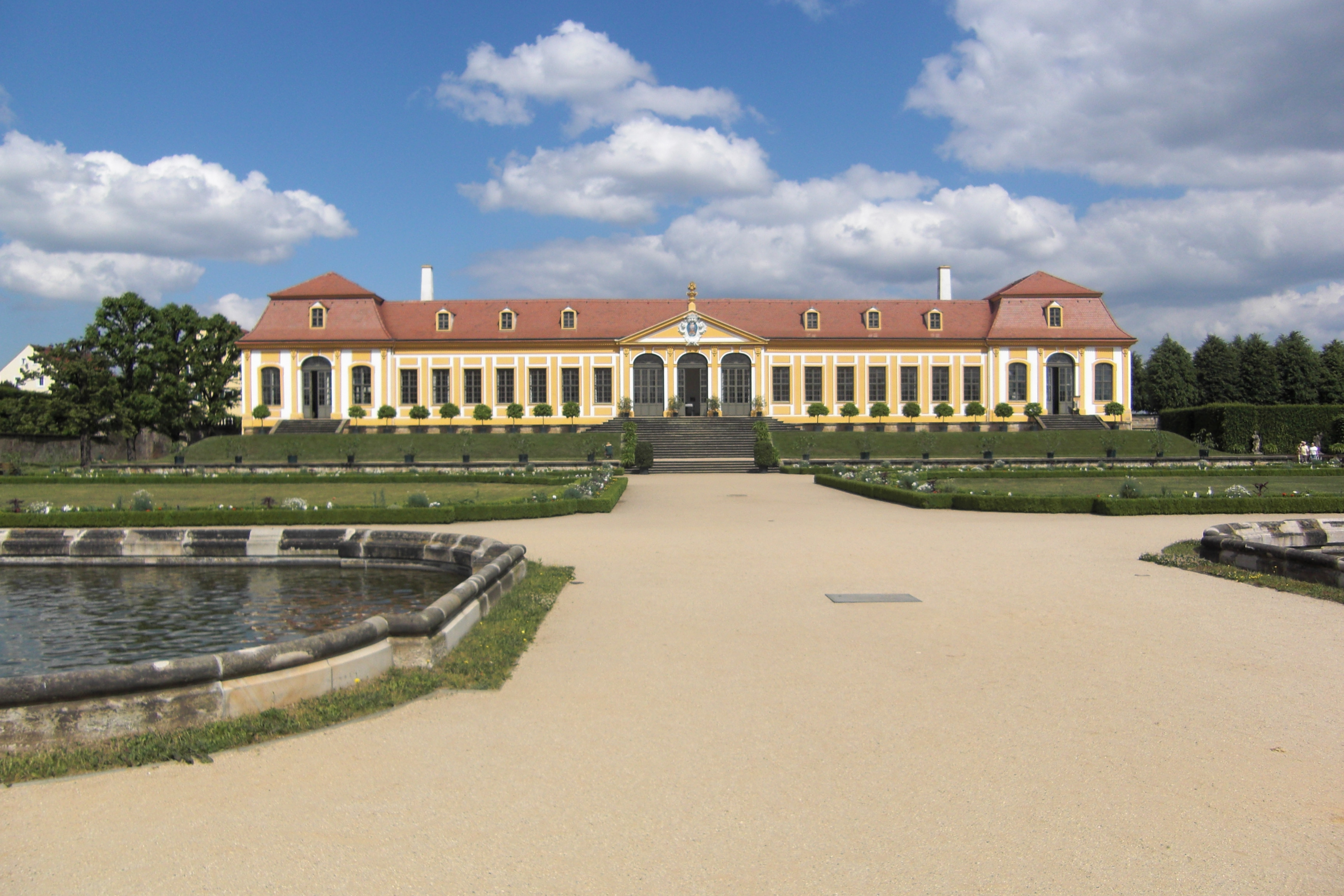
Ogród francuski i Górna Oranżeria
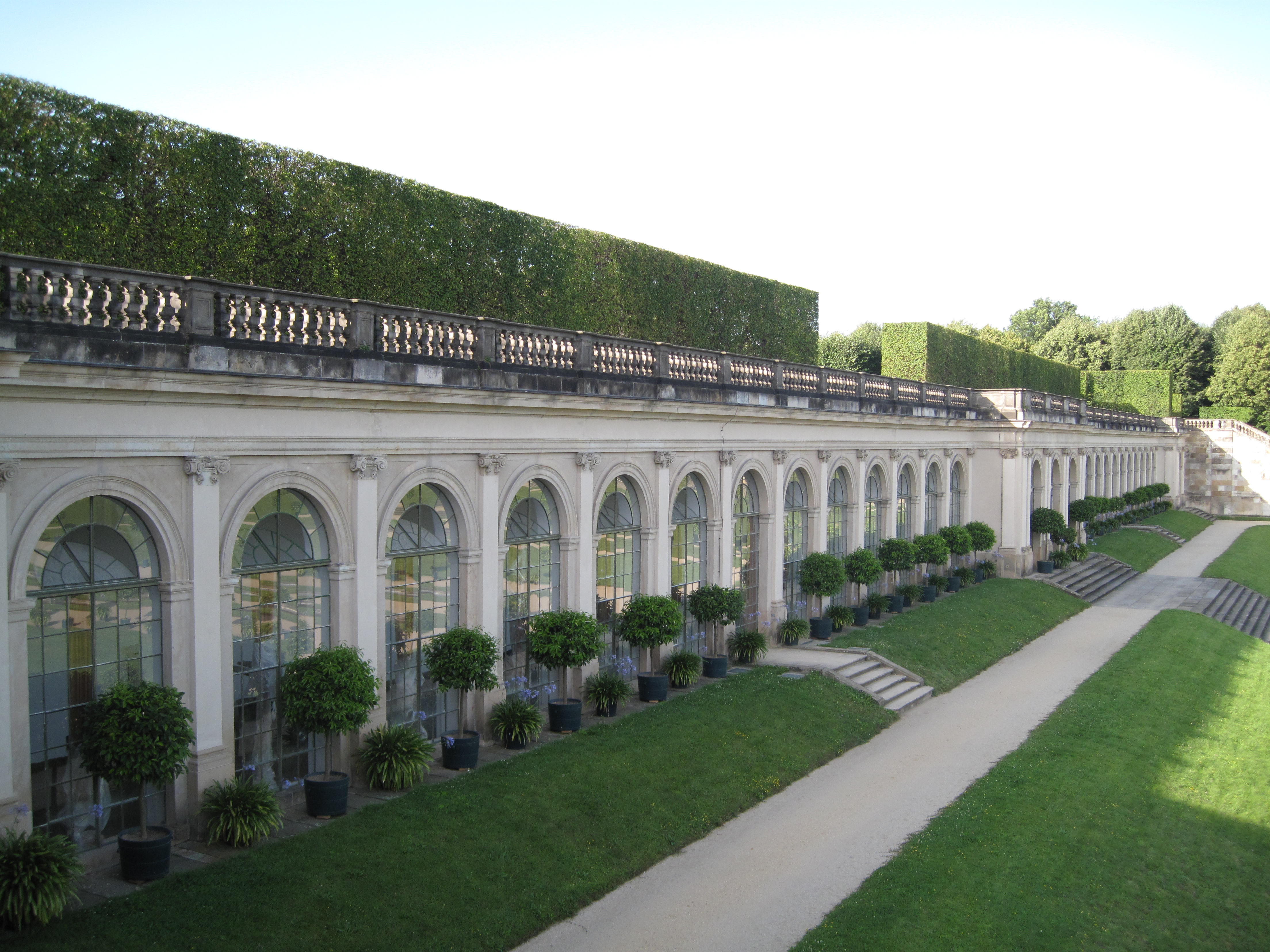
Dolna Oranżeria
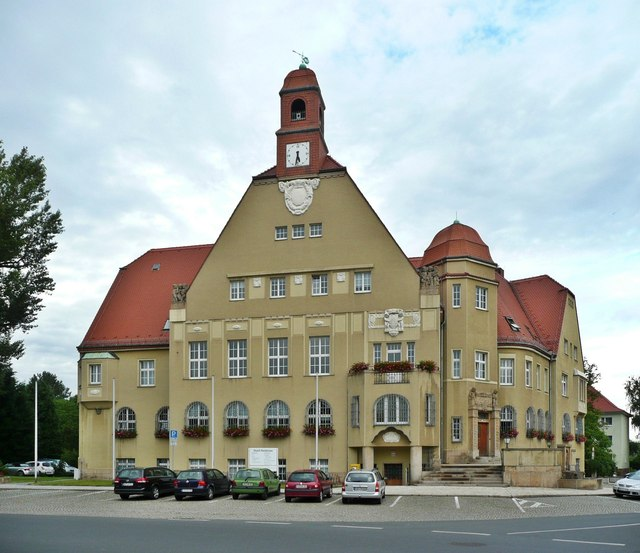
Ratusz

## Współpraca
Miejscowości partnerskie:
| Miasta partnerskie | Miasta partnerskie    | Miasta partnerskie | Miasta partnerskie          | Miasta partnerskie | Miasta partnerskie          |
| Lp.                | Miasto                | Powiat             | Województwo                 | Kraj               | Data rozpoczęcia współpracy |
| ------------------ | --------------------- | ------------------ | --------------------------- | ------------------ | --------------------------- |
| 1.                 | Lwówek Śląski         | lwówecki           | dolnośląskie                | Polska             | 4 kwietnia 1995             |
| 2.                 | Benešov nad Ploučnicí | Děčín              | Kraj ustecki                | Czechy             | b.d.                        |
| 3.                 | Troisdorf             | Rhein-Sieg         | Nadrenia Północna-Westfalia | Niemcy             | b.d.                        |